# Matteo Melluzzo
Matteo Melluzzo, né le 29 juillet 2002 à Syracuse, est un athlète italien spécialiste des épreuves de sprint.

## Biographie
Lors des championnats d'Europe juniors de 2021, Matteo Melluzzo s'adjuge la médaille de bronze du 100 m et du relais 4 × 100 m. Il termine 6e du 100 m lors des championnats du monde juniors 2021.
En 2023, il est sacré champion d'Europe espoir du relais 4 × 100 m à Espoo.
Il remporte la médaille d'or du relais 4 × 100 m au cours des championnats d'Europe 2024 à Rome, en compagnie de Marcell Jacobs, Lorenzo Patta et Filippo Tortu.

## Palmarès
| Date | Compétition                   | Lieu    | Résultat | Epreuve   | Temps   |
| ---- | ----------------------------- | ------- | -------- | --------- | ------- |
| 2021 | Championnats d'Europe juniors | Tallinn | 3e       | 100 m     | 10 s 31 |
| 2021 | Championnats d'Europe juniors | Tallinn | 3e       | 4 × 100 m | 40 s 18 |
| 2021 | Championnats du monde juniors | Nairobi | 6e       | 100 m     | 10 s 49 |
| 2021 | Championnats du monde juniors | Nairobi | 4e       | 4 × 100 m | 39 s 28 |
| 2023 | Championnats d'Europe espoirs | Espoo   | 1er      | 4 × 100 m | 38 s 92 |
| 2024 | Championnats d'Europe         | Rome    | 1er      | 4 × 100 m | 37 s 82 |
| 2024 | Jeux olympiques               | Paris   | 4e       | 4 × 100 m | 37 s 68 |

## Records
| Épreuve | Performance | Lieu      | Date         |
| ------- | ----------- | --------- | ------------ |
| 100 m   | 10 s 12     | La Spezia | 29 juin 2024 |